# Ganziping (sockenhuvudort i Kina, Hunan Sheng, lat 28,20, long 109,65)
Ganziping (kinesiska: 竿子坪, 竿子坪乡) är en sockenhuvudort i Kina. Den ligger i provinsen Hunan, i den södra delen av landet, omkring 330 kilometer väster om provinshuvudstaden Changsha. Antalet invånare är 9 891. Befolkningen består av 4 762 kvinnor och 5 129 män. Barn under 15 år utgör 18,0 %, vuxna 15-64 år 72 %, och äldre över 65 år 9,0 %.
Runt Ganziping är det ganska tätbefolkat, med 172 invånare per kvadratkilometer. Närmaste större samhälle är Qianzhou, 15,6 km nordost om Ganziping. I omgivningarna runt Ganziping växer huvudsakligen savannskog.
Genomsnittlig årsnederbörd är 1 848 millimeter. Den regnigaste månaden är maj, med i genomsnitt 327 mm nederbörd, och den torraste är januari, med 41 mm nederbörd.